# كارل وود
كارل وود (بالإنجليزية: Carl Wood)‏ هو طبيب أسترالي، ولد في 28 مايو 1929، وتوفي في 23 سبتمبر 2011 بسبب مرض آلزهايمر.